# Maślak pstry

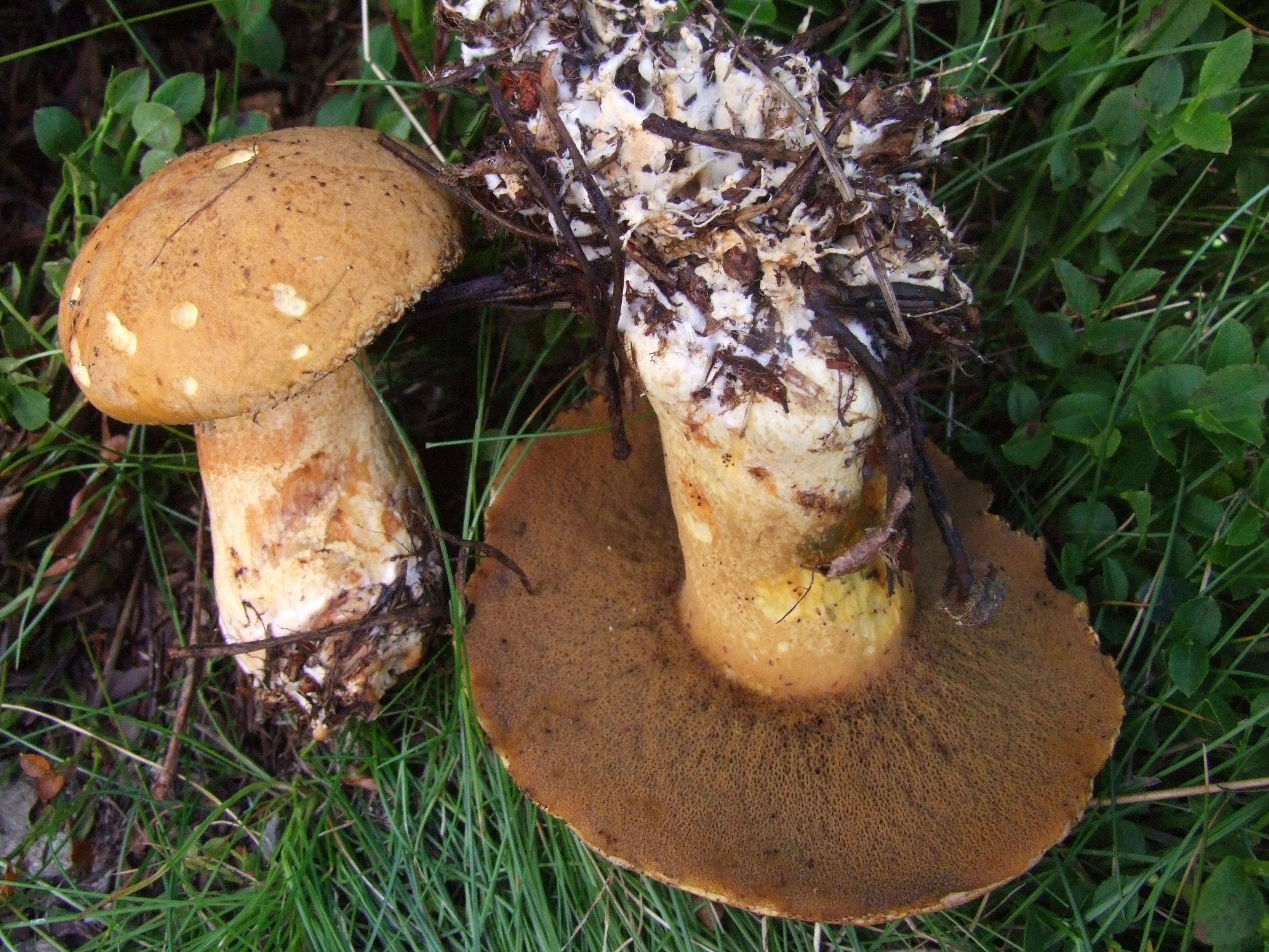

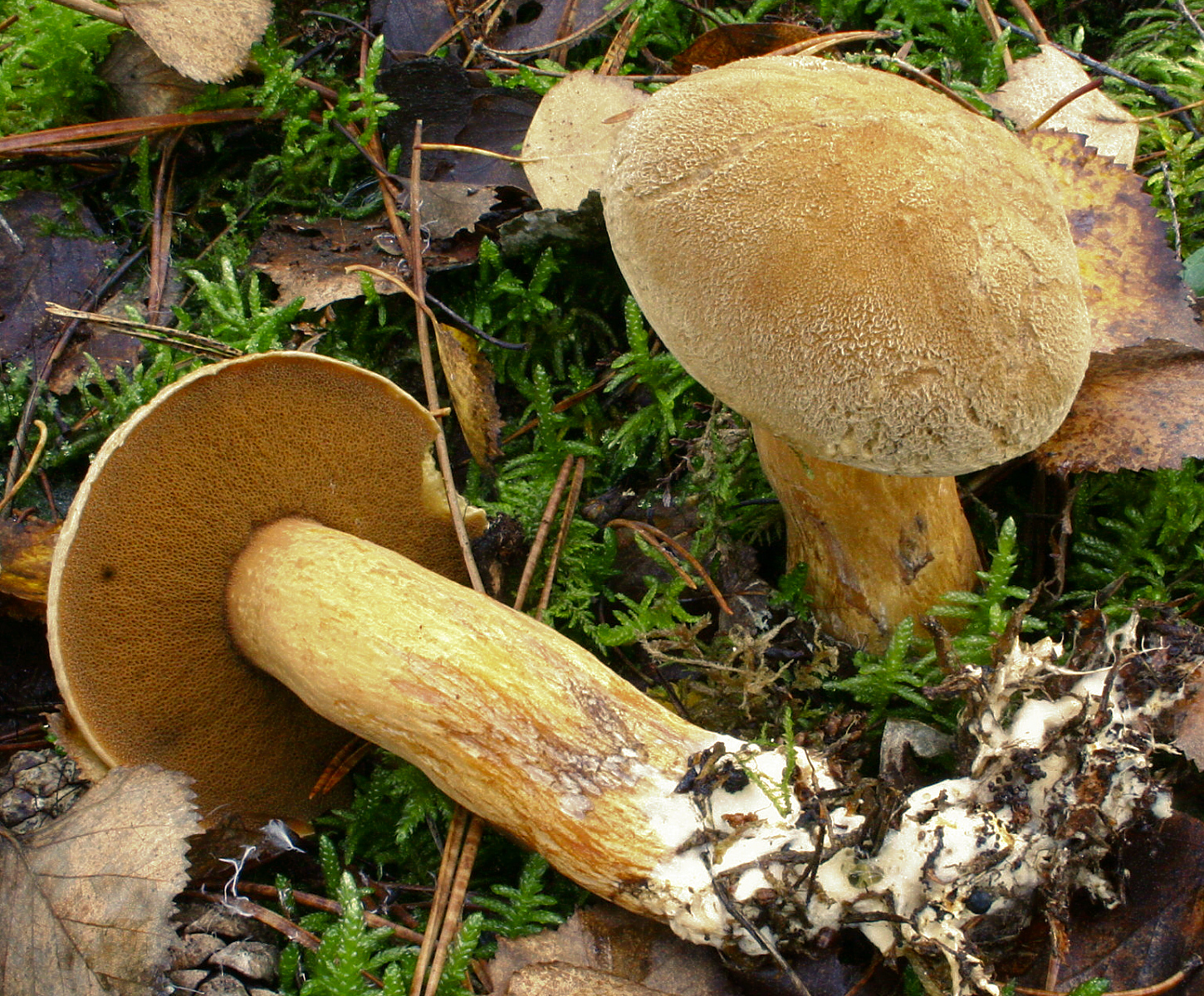

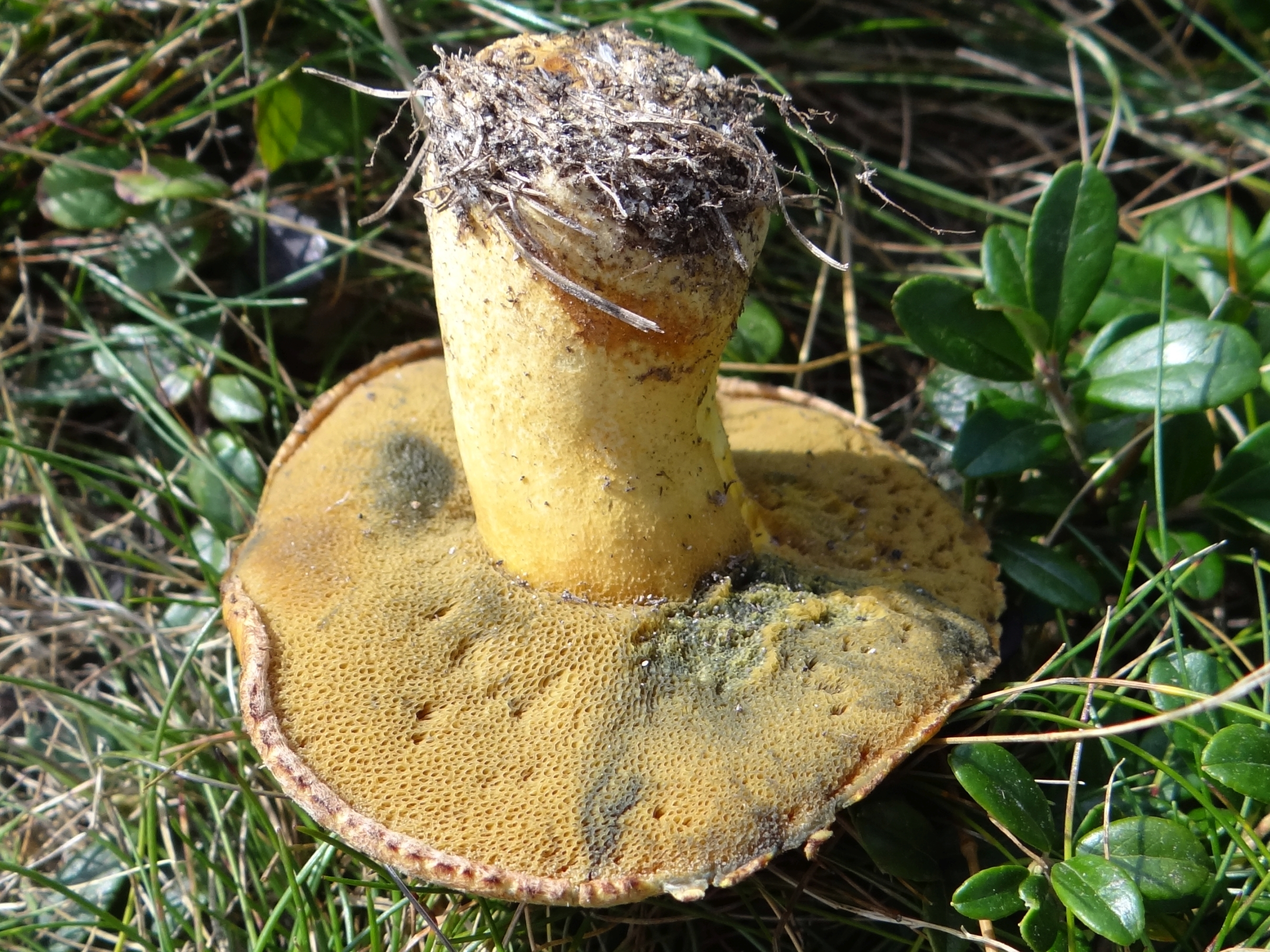
Sinienie rurek

Maślak pstry (Suillus variegatus (Sw.) Richon & Roze) – gatunek grzybów należący do rodziny maślakowatych (Suillaceae).

## Systematyka i nazewnictwo
Pozycja w klasyfikacji według Index Fungorum: Suillus, Suillaceae, Boletales, Agaricomycetidae, Agaricomycetes, Agaricomycotina, Basidiomycota, Fungi.
Po raz pierwszy takson ten zdiagnozował w 1810 r. Olof Peter Swartz nadając mu nazwę Boletus variegatus. Obecną, uznaną przez Index Fungorum nazwę nadali mu w 1888 r. Charles Édouard Richon i Ernest Roze, przenosząc go do rodzaju Suillus.
Niektóre synonimy:
- Boletus variegatus Sw. 1810
- Ixocomus variegatus (Sw.) Quél. 1888
- Versipellis variegata (Sw.) Quél. 1886

Nazwę polską podała Alina Skirgiełło w 1960 r. W polskim piśmiennictwie mykologicznym gatunek ten opisywany był też pod nazwami: bagniak, grzyb pstry, jakub, jakubek, łosiak, murzynek, piasecznik, twardak, twardzioszek. Nazwy regionalne: grzyb twardzioszek, borowik pstry, bagniak, murzynek, twardak, ugacz, piasecznik, piaskowiec, hubek, hubanek.

## Morfologia
Kapelusz
O średnicy 5–14 cm, u młodych okazów półkolisty z podwiniętymi brzegami, potem poduchowaty z ostrym brzegiem. Skórka za młodu na kolor od żółtego lub żółtosiwego przez oliwkowy do brudnopomarańczowego i jest pilśniowata, potem staje się ochrowobrązowa do bladopomarańczowej. Jej powierzchnia pokryta jest drobnymi kosmkami, które u starszych okazów czasami zanikają. Od miąższu oddziela się dość trudno.
Rurki
Dość krótkie, za młodu żółte lub bladopomarańczowe, potem ciemnooliwkowe. Po uciśnięciu najpierw sinieją, potem brązowieją. Pory okrągławe i podobnej barwy jak rurki.
Trzon
Wysokość 4–10 cm, grubość 2–4 cm. Jest walcowaty, gładki i dołem zgrubiały. Ma żółty lub żółtobrązowawy kolor z lekkim czerwonawym odcieniem.
Miąższ
Twardy, bladożółty lub bladopomarańczowy, pod powierzchnią trzonu cytrynowożółty. Po przekrojeniu miejscami lekko sinieje (lekko błękitnieje). Smak nieznaczny, zapach oryginalny, nieco przypominający igliwie.
Wysyp zarodników
Oliwkowobrązowy. Zarodniki o średnicy 7,5–12 × 3–5 µm, gładkie, wrzecionowatego kształtu.
Gatunki podobne
- maślak sitarz (Suillus bovinus), ale ma większe pory i nie posiada charakterystycznego zapachu[8]
- maślaczek pieprzowy (Chalciporus piperatus), ale jest znacznie mniejszy i ma pikantny smak[9]
- tzw. borowiec dęty (Suillus cavipes). Występuje częściej w górach i łatwiej go odróżnić po pustym trzonie i zanikającym pierścieniu, ponadto jest gęsto okryty drobnymi kosmkami[9].

## Występowanie i siedlisko
Jest szeroko rozpowszechniony w Europie Środkowej, ale występuje także w Ameryce Północnej, Południowej i Japonii. W Polsce jest pospolity
.
Owocniki wyrastają od lata do jesieni, w lasach iglastych, szczególnie pod sosnami, na wrzosowiskach i w miejscach wilgotnych.

## Znaczenie
Grzyb jadalny średniej wartości. Ma swoisty zapach, w smaku nie najlepszy. Dobry do marynowania. Pełnię smaku tego grzyba najlepiej wykorzystać sporządzając sos śmietankowo-grzybowy gotowany na lekkim ogniu co najmniej 30 min.